# Август Ландмессер
Август Ландмессер (нім. August Landmesser; 24 травня 1910 — ймовірно 17 жовтня 1944) — гамбурзький робітник суднобудівного заводу «Blohm + Voss». Відомий завдяки світлині 1936 року, на якій він серед великого натовпу інших робітників відмовляється підіймати руку у нацистському вітанні через незгоду з політикою Третього Рейху. Був заарештований і ув'язнений за незаконні стосунки з єврейкою Ірмою Еклер, а згодом мобілізований до 999 штрафбату. Зник безвісти під час боїв у Хорватії, ймовірно загинув 17 жовтня 1944 року біля міста Стон.

## Біографія
Народився 24 травня 1910 року в Морреге. Був єдиною дитиною Августа Франца Ландмессера і Вільгельміни Магдалини. У 1931 році разом з родичами за материнською лінією втупив до НСДАП, але у 1935 році він заручився з єврейкою Ірмою Еклер і залишив партію. Подружжя мало двох дітей — Інгрид (нар. 25 жовтня 1935 року) та Ірену (нар. 6 серпня 1937 року).
У 1937 році Август був заарештований за спробу незаконного перетину кордону, коли він з родиною намагався втекти із нацистської Німеччини в Данію. Августа було звинувачено у порушенні Нюрнберзьких законів і «осквернення раси», проте той зміг переконати суддів що він начебто не знав що його дружина Ірма єврейка. 27 травня 1938 року Ландмессера звільнили, але попередили, що якщо він продовжить стосунки з дружиною, він буде засуджений до багаторічних каторжних робіт.
Попри попередження Ландмессер не припинив стосунків з Ірмою Еклер і навіть з'являвся разом з нею на публіці. 15 липня 1938 року його знову заарештували й засудили до двох років каторжних робіт у концтаборі Бергермоор 1. Його дружина була заарештована гестапо три дні потому і відправлена у концтабір «Ораніенбург», а згодом переведена у жіночій концтабір «Равенсбрюк». Ймовірно у лютому 1942 року Ірму Еклер доставили в земельний заклад у місті Бернбург, нібито на лікування, де її стратили разом із 14 000 інших в'язнів.
19 січня 1941 року Августа Ландмессера звільнили. У лютому 1944 року його мобілізували у штрафний батальйон 999-ї африканської дивізії Вермахту. 17 жовтня 1944 року було проголошено що він загинув у бою в Хорватії.
Двох доньок Ландмессера і Еклер забрали до міського дитячого притулку. Пізніше Інгрид дозволили жити з бабусею по материнській лінії. Ірен вдочерили прийомні батьки. Після смерті бабусі 1953 року Інгрид також потрапила до прийомних батьків.
По закінченню Другої світової війни, влітку 1951 року Сенат Гамбурга нарешті визнав законність шлюбу Августа та Ірми. Інгрид взяла прізвище Ландмессер, у той час як її сестра залишила дошлюбне прізвище матері — Еклер.

## Світлина

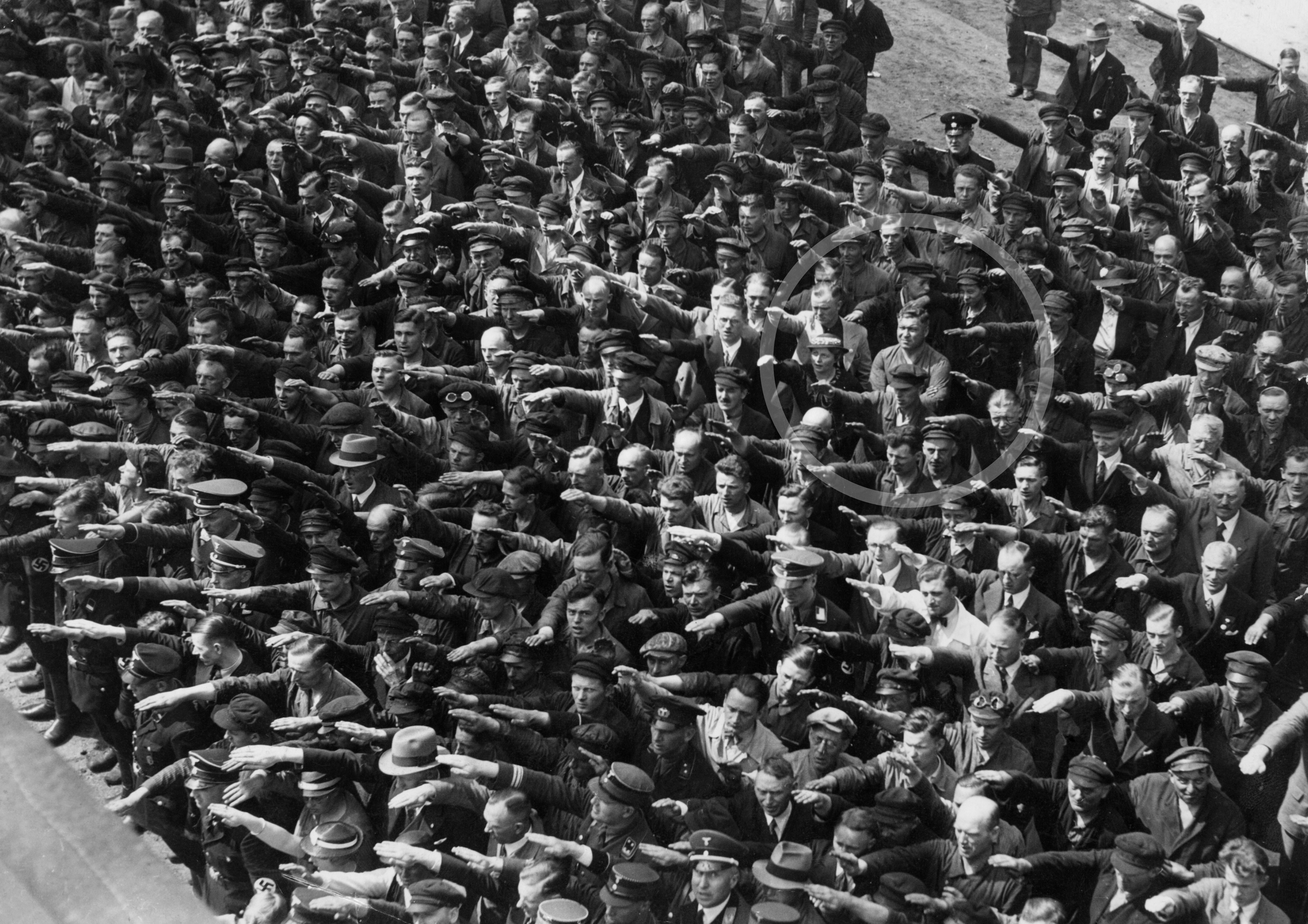
Світлина, зроблена 13 червня 1936 року. Чоловік у натовпі (нібито Август Ландмессер) демонстративно відмовляється підняти руку у нацистському салюті

На світлині, зробленій 13 червня 1936 року і опублікованій у 1991 році в газеті Die Zeit, зображено натовп робочих корабельні Blohm + Voss під час спуску на воду навчального корабля ВМС Horst Wessel. Серед натовпу людей, які підняли руки у нацистському вітанні, видно чоловіка, який в цей час стоїть з похмурим та іронічним виразом обличчя, спостерігаючи за дійством, демонстративно склавши руки на грудях. Ірен Еклер ідентифікувала особу як свого батька Августа Ландмессера. У 1996 році вона опублікувала книгу «Die Vormundschaftsakte 1935—1958: Verfolgung einer Familie wegen „Rassenchande“» (Документи про опіку 1935—1958: переслідування сім'ї за «расову ганьбу»), в якій розповідала про історію своєї родини. У книзі було чимало оригінальних документів тих часів, зокрема листи своєї матері та документи з державних установ.
Проте деякі люди висувають сумніви, що чоловік на світлині — дійсно Август Ландмессер. Так, інша родина стверджує, що цим чоловіком насправді був інший робітник заводу Густав Вегерт (1890—1959), який відмовився надавати салют з релігійних принципів.

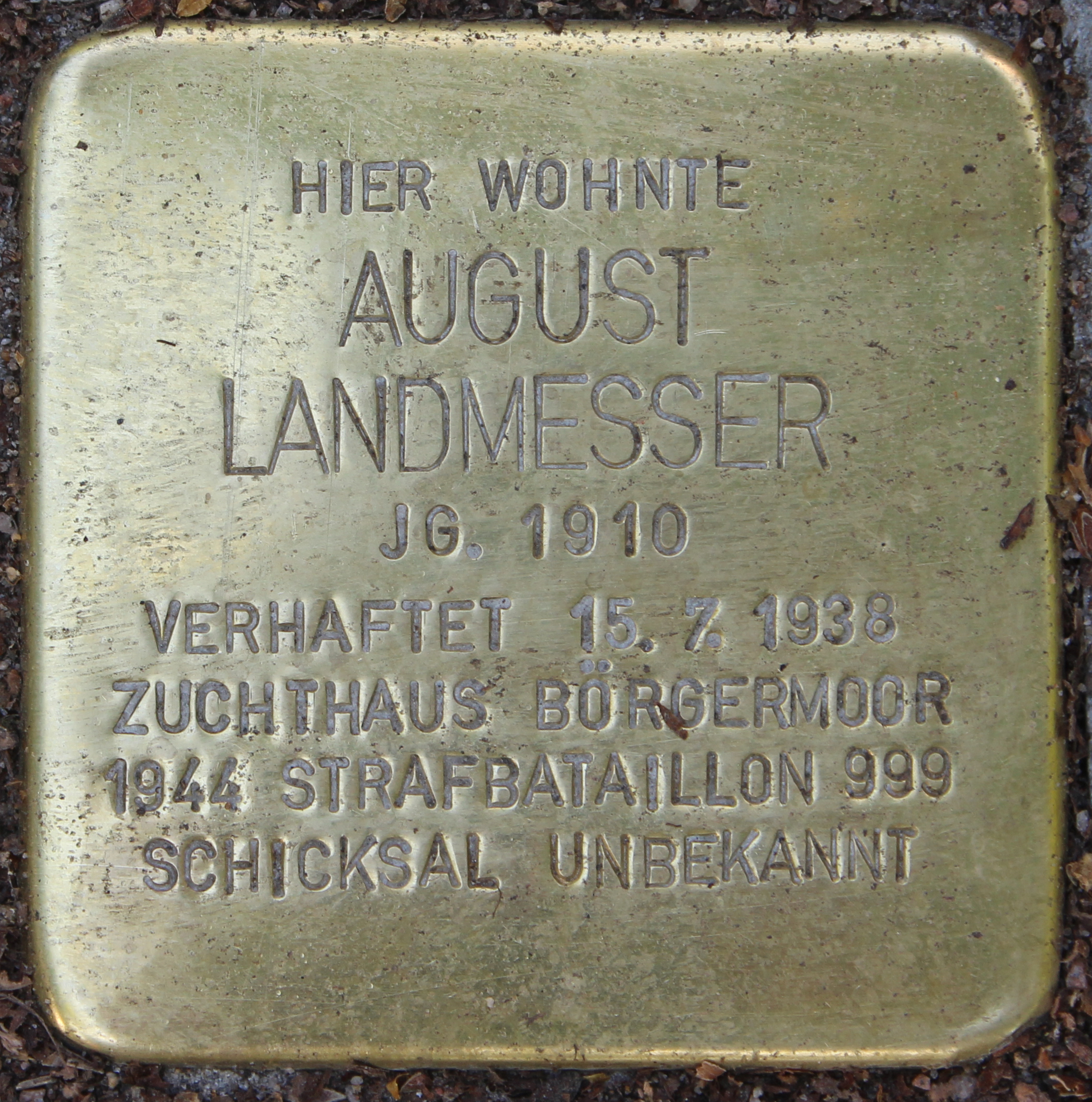
Камінь спотикання на честь Августа Ландмессера

Ім'я Августа Ландмессера увіковічнене на одному із Каменів спотикання.